# Fatumaquerec (Soibada)
Fatumaquerec (Fatumakerek, Fatumacerec, Fatu-Maquerec, Fatu Makerek) ist ein osttimoresischer Suco im Verwaltungsamt Soibada (Gemeinde Manatuto).

## Geographie
Vor der Gebietsreform 2015 hatte Fatumaquerec eine Fläche von 39,95 km². Nun sind es 39,30 km². Der Suco liegt im Südwesten des Verwaltungsamts Soibada. Nördlich befindet sich der Suco Maun-Fahe, nordöstlich der Suco Manlala und südöstlich der Suco Samoro. Im Westen grenzt Fatumaquerec an den gleichnamigen Suco des Verwaltungsamts Laclubar. Im Süden liegt der zur Gemeinde Manufahi gehörende Verwaltungsamt Fatuberlio mit seinen Sucos Fatucahi und Clacuc. Im Grenzgebiet zwischen den beiden Sucos Fatumaquerec entspringt der Fluss Quiclezen, der zum System des Clerec gehört.
Entlang der Ostgrenze des Sucos führt die Überlandstraße von Laclubar nach Uma Boco. An ihr liegt der Ort Soibada, das Zentrum des Verwaltungsamts, das sich über die Sucos Manlala, Leo-Hat und Fatumaquerec hinaus ausdehnt. Zu Fatumaquerec gehören die Ortsteile Uma Querec (Umacuarec), Sasahi und Hisuala (Hisuata).
Im Suco befinden sich die zwei Aldeias Lesuata und Sasahi.

## Einwohner

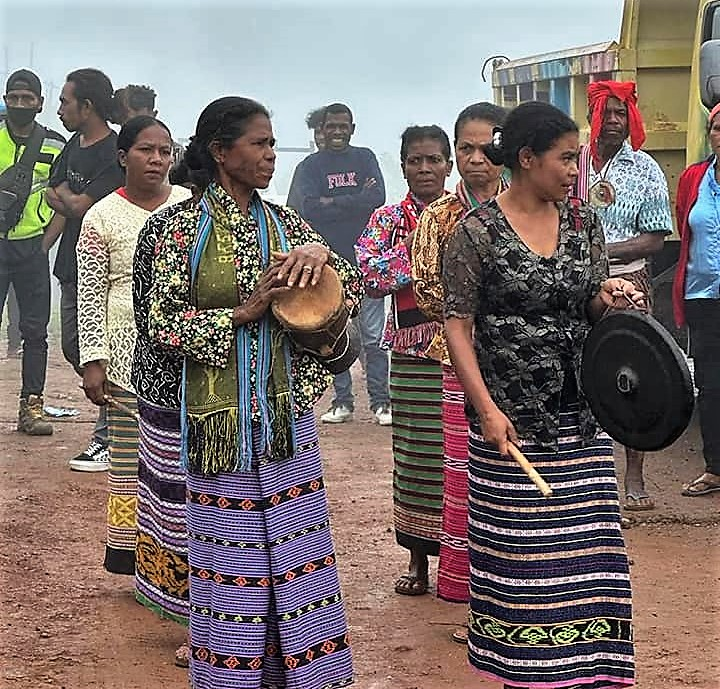
Feierlichkeiten in Fatumquerec (2023)

Im Suco leben 326 Einwohner (2022), davon sind 176 Männer und 150 Frauen. Im Suco gibt es 56 Haushalte. Über 63 % der Einwohner geben Idaté als ihre Muttersprache an. Über 34 % sprechen Tetum Terik, über 2 % Tetum Prasa.

## Politik
Bei den Wahlen von 2004/2005 wurde Alcino Sarmento zum Chefe de Suco gewählt. Bei den Wahlen 2009 gewann João King Ling Conçeicão Yon und wurde 2016 in seinem Amt bestätigt.

## Wirtschaft
Im Suco gibt es ein kleines Goldvorkommen.
Der Anschluss des Sucos an das nationale Stromnetz wurde am 20. April 2023 gefeiert. Entlegene Dörfer im Suco sollen über eigene Sonnenkollektoren mit Strom versorgt werden.